# Ladugårdslandsviken
59°19′48″N 18°4′50″Ø / 59.33000°N 18.08056°Ø
Ladugårdslandsviken er en vig af Saltsjön i det centrale Stockholm som begrænses af Blasieholmen og Skeppsholmen i sydvest, Södra Djurgården mod øst og  Strandvägen mod nord. Fortsættelsen mod vest er Nybroviken og  mod øst Djurgårdsbrunnsviken. 
Navnet kommer af  Ladugårdslandet som Östermalm tidligere blev kaldt på grund af at der fandtes fire kongsgårde/ladegård her: Medelby, Kaknäs, Unnanrör og Vädla. I dag er det kun navnet Kaknäs som stadig findes. Ladugårdslandet gav også Strandvägens forgænger sit navn, den hed før 1885 Ladugårdslands Strandgata. På Petrus Tillaeus kort fra 1731 findes betegnelsen Ladugårdslands Wÿken og inkluderer da hele Djurgårdsbrunnsviken. På Charta öfwer Stockholm fra 1751 er navnet Ladugårdslands Wiken indskrevet.
Den inderste del af Ladugårdslandsviken mod vest var afgrænset med en bro, Ladugårds Lands Bron, fra Packare Torgs Wiken. Den blev opfyldt i 1800-tallet og udgør i dag Nybroplan og Berzelii park.